# Emmerke
Emmerke ([ɛmɛɐ̯kə] ) ist eine Ortschaft der Gemeinde Giesen im Landkreis Hildesheim, Niedersachsen mit einer flächenmäßige Ausbreitung von 6,6 km². Der Ort liegt 6 km von der Kreisstadt Hildesheim und 25 km von der Landeshauptstadt Hannover entfernt.

## Geschichte
Urkundlich ist das Dorf Emmerke als die älteste geschlossene Siedlung der Gegend anzusehen. Es wurde bereits 854 in einem Güterverzeichnis des Klosters Corvey unter der Ortsbezeichnung „Anmarki in Scotelingen“ genannt.
Auch die Hildesheimer Kirche erhielt in Emmerke früh einen Hof übertragen, welcher abhanden gebracht, von Bischof Hezilo ihr zurückgegeben wurde. Die Stiftungsurkunde des Godehardiklosters 1146 führt die Namensform „Embrike“ an. Abgewandelt lautet dieselbe 1250 und 1251 „Embreke“.
Es gehörte zum Kleinen Stift Hildesheim und damit zu den wenigen überwiegend katholischen Gemeinden im östlichen Niedersachsen.
Am 1. März 1974 bildete Emmerke mit fünf weiteren Gemeinden die neue Gemeinde Giesen.

## Politik

### Ortsrat
Der Ortsrat, der den Ortsteil Emmerke vertritt, setzt sich aus sieben Mitgliedern zusammen. Die Ratsmitglieder werden durch eine Kommunalwahl für jeweils fünf Jahre gewählt.
Bei der Kommunalwahl 2021 ergab sich folgende Sitzverteilung:
- CDU: 5 Sitze
- SPD: 2 Sitze

### Ortsbürgermeister
Ortsbürgermeister ist Josef Theodor Möller (CDU).

### Wappen
| Wappen von Emmerke | Blasonierung: „Auf von Rot und Gold gespaltenem Schild ein schräglinker, oben mit sechs Zinnen belegter grüner Balken.“ |
| Wappen von Emmerke | Wappenbegründung: Im 13. und 14. Jahrhundert gab es ein Rittergeschlecht „von Emmerke“, in dem die Würde des Stiftsmarschalls sich forterbte. Ende des 14. Jahrhunderts starb die ritterliche Linie aus. Im folgenden Jahrhundert gab es nur noch Hildesheimer Bürger, die sich „von Emmerke“ nannten. Die Ritter führten im Wappen einen Balken, der schräg zur linken Schildecke aufsteigt und auf der oberen Seite mit sechs Zinnen besetzt ist. Dieses Wappen, das einst im Stift besonderes Ansehen genoss, ist zum Gemeindewappen erwählt worden. Nur eine kleine Änderung nahm man vor. Man übernahm den gold-rot gespaltenen Schild des Hochstifts Hildesheim, um die historische Zugehörigkeit zum Bistum Hildesheim zu verdeutlichen. Die Farbe des Balkens weist auf die Landwirtschaft und die aufsprießenden Saaten hin. Der Balken mahnt an Haus und Stall, die Zinnen an Schmuck und Wehr des Hauses, beides zusammen an das treu gehütete traute niedersächsische Heim. |

## Kultur und Sehenswürdigkeiten

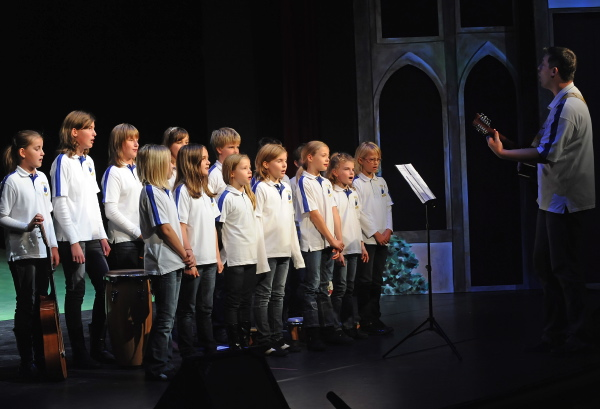
MGV-Kinderchor Mini-Martinis

- MGV St.Martinus Emmerke (Männerchor, Die Martinis, Mini-Martinis)
- 1946 siedelte Max Seeboth nach Emmerke bei Hildesheim über. Dort entstanden mehrere Werke, unter anderem Klaviersonaten, Fantasien, Kantaten, geistliche Werke und Lieder auf Texte von Christian Morgenstern. Er war Dirigent des Männergesangvereins und der örtlichen Singschar.
- Singkreis St. Martin

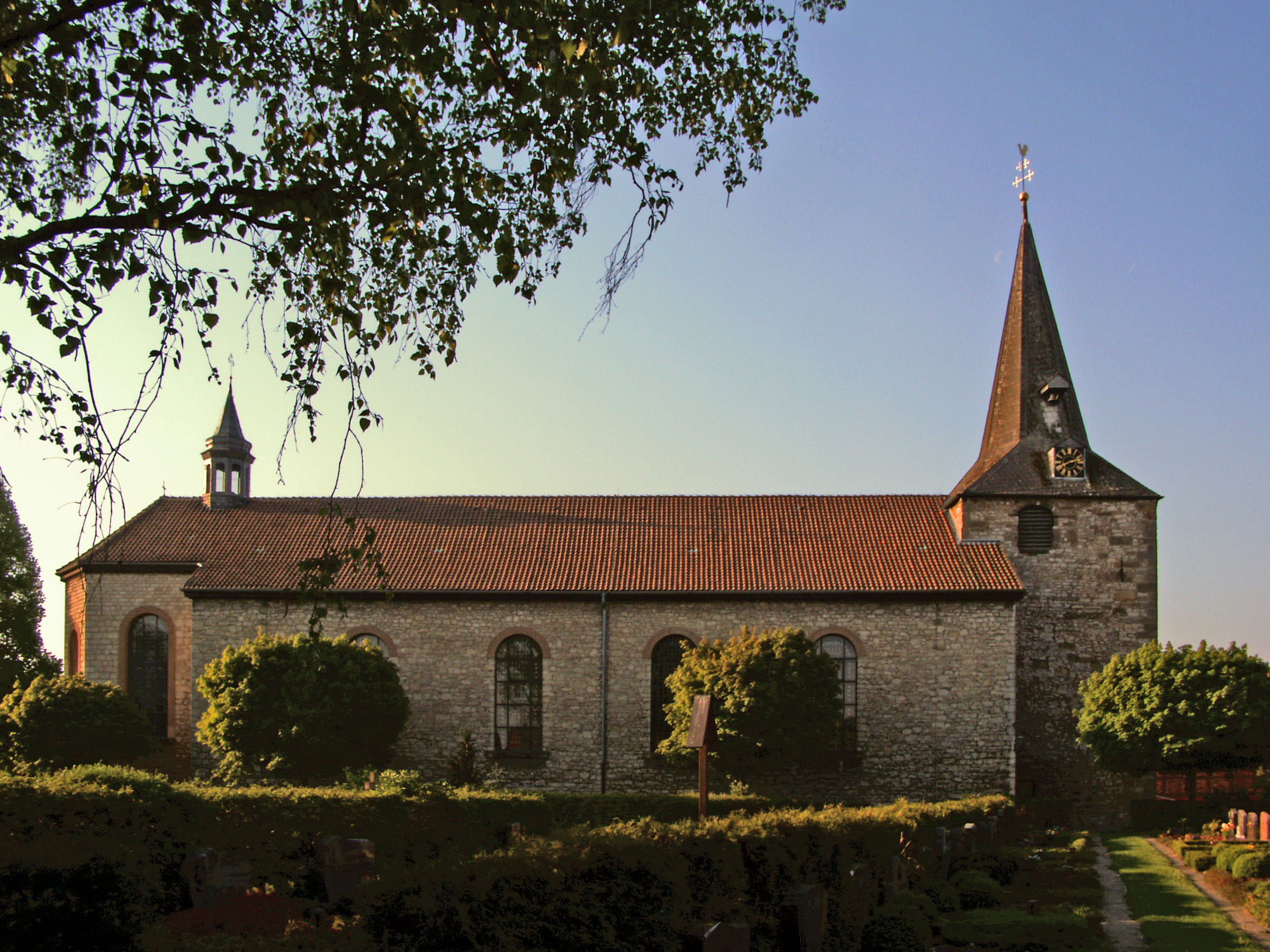
Kirche St.Martinus

- Das Ortsarchiv Emmerke wird mit seinen Dokumenten etc. durch den Ortsheimatpfleger Ralf Wirries in den Kellerräumen des Evangelischen Gemeindezentrums in Emmerke verwaltet und auf Anfrage der interessierten Bevölkerung zugänglich gemacht.
- Die katholische Pfarrkirche Sankt Martinus wurde 1840 gebaut, 1843 konsekriert (Architekt war Stadtbaumeister Carl Schütte, Hildesheim) und hat einen mittelalterlichen Turm aus dem 11. Jahrhundert.

## Wirtschaft und Infrastruktur
Die Ortschaft Emmerke ist überwiegend durch Wohnbebauung und einige landwirtschaftliche Betriebe geprägt.
Unternehmen in Emmerke sind:
- Holzland Köster
- audio coop Veranstaltungstechnik
- Bansemer GmbH, Metallgießerei
- BEMM GmbH
- MetaTec Metallbearbeitungs GmbH
- SOCON Sonar Control
- TRW Automotive Electronics + Compon. GmbH & Co. KG

## Verkehr
Der Haltepunkt Emmerke liegt an der Bahnstrecke Lehrte–Nordstemmen. Es bestehen regelmäßige Verbindungen der Linie RB 77 von Regionalverkehre Start Deutschland und der Linie S 4 der S-Bahn Hannover nach Hildesheim Hbf, Hannover Hbf und Nordstemmen. Der Park-And-Ride-Platz am Bahnhof wurde im Jahr 2010 modernisiert.
| Linie | Verlauf | Takt   | Betreiber         |
| ----- | --- | ------ | ----------------- |
| RB 77 | Weser-Bahn: Herford – Löhne (Westf) – Bad Oeynhausen Süd – Vlotho – Rinteln – Hessisch Oldendorf – Hameln – Coppenbrügge – Marienau (Coppenbrügge) – Osterwald – Elze (Han) – Nordstemmen – Emmerke – Hildesheim Hbf In Hildesheim Durchbindung einiger Züge als RB 79 bis Bodenburg Stand: Fahrplanwechsel Dezember 2023                   | 60 min | Start Deutschland |
| S 4   | Hildesheim – Emmerke – Barnten – Sarstedt – Rethen (Leine) – Hannover Messe/Laatzen – Hannover Bismarckstraße – Hannover Hbf – Hannover-Nordstadt – Hannover-Ledeburg – Hannover-Vinnhorst – Langenhagen Mitte – Langenhagen Pferdemarkt – Langenhagen-Kaltenweide – Bissendorf – Mellendorf – Bennemühlen Stand: Fahrplanwechsel Juni 2022 | 60 min | Transdev Hannover |

Die Bundesstraße 1 führt direkt am Ort vorbei.